# ديفيد جنكينز (كاهن أنجليكاني)
ديفيد جنكينز (بالإنجليزية: David Jenkins)‏ هو كاهن أنجليكاني بريطاني، ولد في 19 أكتوبر 1961.